# E.M.I.
E.M.I. ist ein Song vom Debütalbum Never Mind the Bollocks, Here’s the Sex Pistols der Sex Pistols aus dem Jahr 1977. Leslie Hill, die Geschäftsführerin von EMI, hatte am 8. Oktober 1976 einen Vertrag mit ihnen unterschrieben. Nachdem dieser am 6. Januar 1977 nach nur drei Monaten gekündigt worden war, entstand der Song. Der Grund war der „Grundy-Vorfall“ bei ihrem Auftritt in der Today-Sendung im Dezember.
Der Song, der oft als Spottlied bezeichnet wird, macht sich über das Label lustig. Es wollte zwar am wachsenden Punk-Phänomen verdienen, ließ die Band jedoch schon nach drei Monaten (6. Januar 1977) fallen, aus Angst, dass sie dem Ruf des Labels schaden könnte. Der Song wurde in Glen Matlocks letzter Aufnahmesession mit der Band in den Gooseberry Studios aufgenommen. Die Version auf dem Album war jedoch eine Neuaufnahme, die zwei Monate später in den Wessex Studios mit Produzent Chris Thomas und Toningenieur Bill Price entstand. Zum ersten Mal bei einem Konzert wurde es am 21. März 1977 in der Notre Dame Hall in London gespielt.
Der Leadsänger der Sex Pistols, Johnny Rotten, beschrieb E.M.I. in seiner 1994 erschienenen Autobiografie Rotten: No Irish, No Blacks, No Dogs als „einer meiner Faves“. 2017 sagte er dem Musikmagazin Rolling Stone: „EMI wollte uns unterschreiben lassen, um zu zeigen, was für ein großartiges, abwechslungsreiches Label sie waren, aber sie waren es wirklich nicht. Es hat Spaß gemacht dieses Lied zu schreiben. Es wurde eigentlich zum großen Teil im Studio gemacht, weil dort der Groove da war, und es war unerbittlich.“